# Max Meier (Radsportler)
Max Meier (* 25. Mai 1926 in Zürich; † 2. Oktober 2016 ebenda) war ein Schweizer Radrennfahrer.

## Sportliche Laufbahn
Meier war im Strassenradsport und im Bahnradsport aktiv. Von 1947 bis 1963 war er Berufsfahrer. Sein bedeutendster Erfolg war der Gewinn der Bronzemedaille im Steherrennen der Profis bei den Bahnradsport-Weltmeisterschaften 1961. Sein Schrittmacher im Rennen war Georges Grolimund. 1951 und 1952 (jeweils hinter Jacques Besson) wurde er Vizemeister der Schweiz im Steherrennen. 1954, 1958, 1959 und 1962 wurde er Dritter der Meisterschaft. Bei den Bahnradsport-Weltmeisterschaften 1952 wurde er Fünfter im Steherrennen. Auf der Strasse hatte Meier keine Erfolge. Sein bestes Resultat in einem Eintagesrennen war der 4. Platz in der Tour du Lac Leman 1954.